# 了源寺 (川崎市)
了源寺（りょうげんじ）は、神奈川県川崎市幸区にある日蓮宗の寺院。山号は頂竜山。旧本山は杉田妙法寺。達師法縁。

## 由緒
日蓮の弟子日頂に創建された加瀬山妙法寺に始まるとされるが、その後荒廃した。1615年（元和元年）工藤重則が壇越となり日啓が開山となり現在地に再興し、頂竜山了源寺と改めたという。この寺にある鬼子母神は、1739年（元文4年）川で拾い上げられたものとされ、現在の本堂等は1752年（宝暦2年）に再建されたものである。

## 所在地
- 神奈川県川崎市幸区北加瀬1-13-1

## その他
- 境内に加瀬台古墳群4号墳（了源寺古墳、5世紀の円墳）があり、1910年（明治43年）に獣身鏡2面と鉄斧が出土したという。